# Ашфак, Али
Али Ашфак (мальд. އަލީ އަޝްފާގު; род. 6 сентября 1985, Мале, Мальдивы) — бывший мальдивский футболист, игравший на позиции нападающего.

## Биография

### Клубная карьера
Профессиональную карьеру Али Ашфак начал у себя на родине в клубе «Валенсия», откуда в 2006 году перешёл в «Нью Радиант». В сезоне 2007/08 был игроком брунейского клуба ДПММ, который на тот момент выступал в чемпионате Малайзии, провёл за него 7 матчей и забил 2 гола. В 2008 году он вернулся на Мальдивы, где в составе клуба «ВБ Адду» стал чемпионом страны в 2010 и 2011 годах, а затем в составе «Нью Радиант» выиграл чемпионаты 2012 и 2013 годов. С 2014 по 2016 год Ашфак вновь выступал в Малайзии, где был игроком клуба «ПДРМ», но в 2016 снова приехал на Мальдивы. С 2018 года является игроком команды «Грин Стритс».

### Карьера в сборной
Али Ашфак стабильно выступает за сборную Мальдив с 2003 года. Уже в своём третьем матче за национальную сборную против сборной Монголии он стал автором четырёх забитых мячей, а его команда одержала свою крупнейшую победу со счётом 12:0. 
В составе сборной был участником пяти отборочных турниров чемпионата мира по футболу, однако выйти в финальную стадию чемпионата ни разу не удавалось. На Кубке Азии Мальдивы также никогда не выступали, однако в 2012 и 2014 годах Ашфак вместе со сборной принимал участие в кубке вызова АФК, причём в 2014 году, на домашнем для Мальдив турнире, сборная заняла третье место. Помимо этого, Али Ашфак был участником нескольких розыгрышей Кубка футбольной федерации Южной Азии, наиболее успешным из которых оказался розыгрыш 2008 года, победителем которого стала мальдивская сборная, а сам Ашфак был признан лучшим игроком турнира. В розыгрыше 2013 года Ашфак стал лучшим бомбардиром, забив 10 голов: 6 в ворота Шри-Ланки и 4 в ворота Бутана.
По состоянию на март 2023 года Али Ашфак сыграл 98 матчей и забил 58 голов за сборную Мальдив. Он является лучшим бомбардиром в истории сборной, а также одним из лидеров по количеству сыгранных матчей.

## Достижения

### Командные
Сборная Мальдив
- Победитель Кубка футбольной федерации Южной Азии: 2008
- Финалист Кубка футбольной федерации Южной Азии: 2009
- Бронзовый призёр Кубка вызова АФК: 2014

 Сборная Мальдив U-23
- Бронзовый призёр Южноазиатских игр: 2010

«Нью Радиант»
- Чемпион Мальдив (4): 2007, 2012, 2013, 2017

«ВБ Адду»
- Чемпион Мальдив (2): 2010, 2011

«Мазия»
- Чемпион Мальдив: 2016

«T&C»
- Чемпион Мальдив: 2018

### Личные
- Лучший игрок Кубка футбольной федерации Южной Азии 2008
- Лучший бомбардир Кубка футбольной федерации Южной Азии 2005 (3 гола)
- Лучший бомбардир Кубка футбольной федерации Южной Азии 2013 (10 голов)